# Regent's Canal

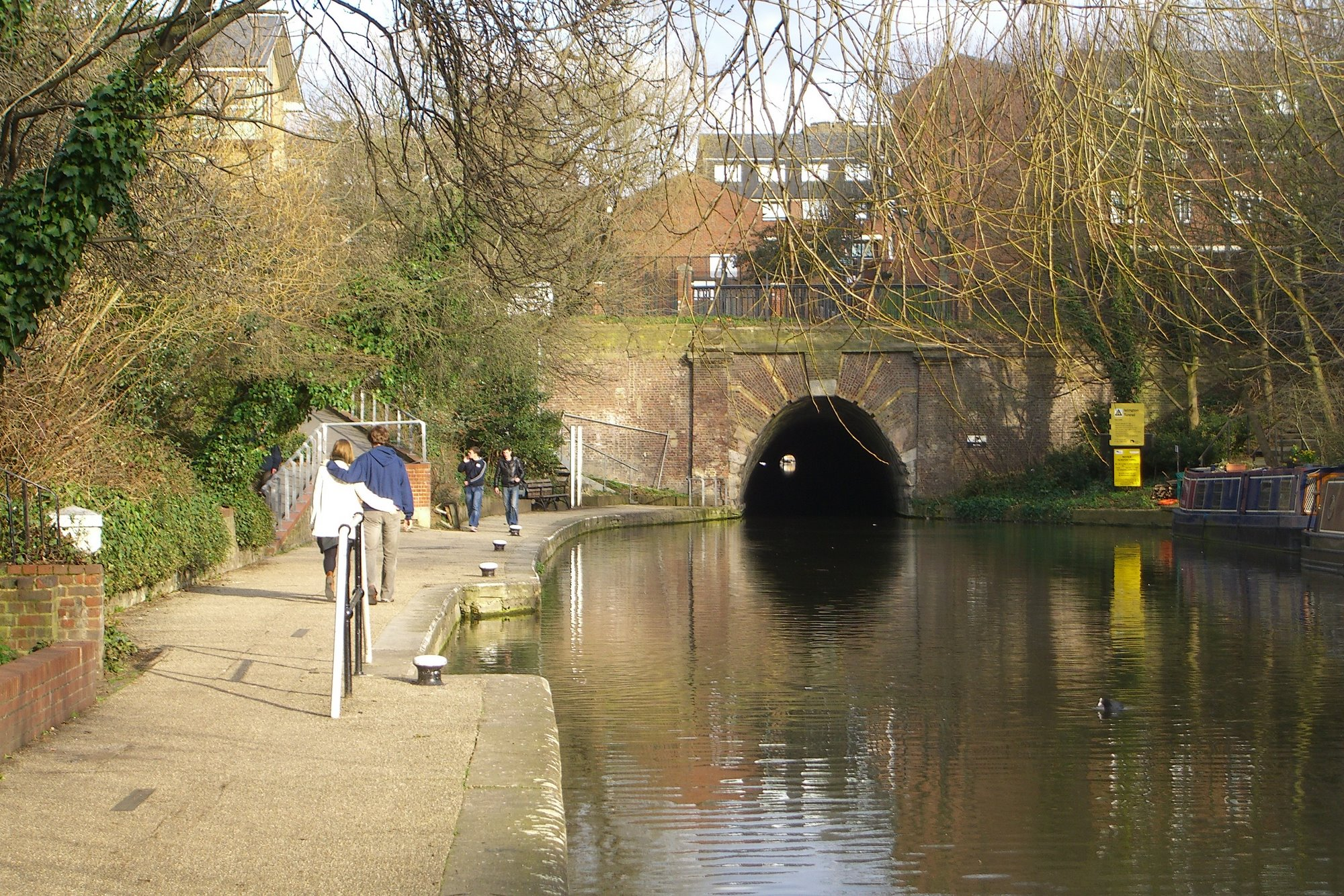
Regent's Canal, portal occidental al túnel de Islington.

Regent's Canal es un canal que cruza una zona justo al norte del centro de Londres, (Inglaterra) Reino Unido de Gran Bretaña e Irlanda del Norte. Proporciona un nexo entre el brazo de Paddington del Grand Union Canal, justo al noroeste de la Paddington Basin en el oeste, a la Limehouse Basin y el río Támesis en el este de Londres. El canal tiene 13,8 kilómetros de largo.

## Historia
Se propuso por vez primera por Thomas Homer en 1802 como lazo de unión entre el brazo de Paddington del entonces Grand Junction Canal (se abrió en 1801) con el río Támesis en Limehouse, el Regent's Canal se construyó en la primera mitad del siglo XIX después de que se aprobara una Ley por el Parlamento en 1812. El destacado arquitecto y planeador urbanístico John Nash fue un director de la compañía; en 1811 había ideado un plan maestro para el Príncipe Regente para remodelar una amplia zona del centro de Londres norte - como resultado, se incluyó el Regent’s Canal en el plan, que recorría durante un tramo a lo largo del borde septentrional de Regent's Park. 

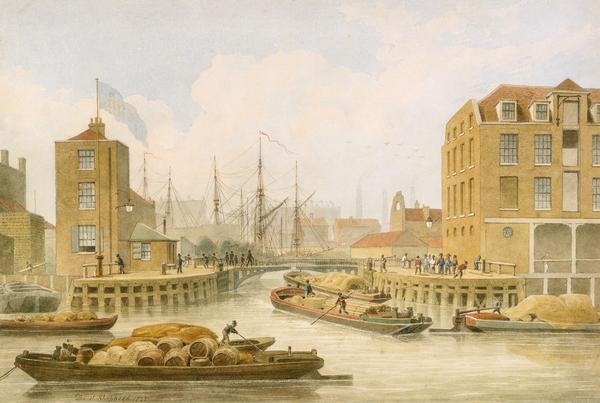
La entrada al Regent's Canal en Limehouse, 1823.

Como muchos de los proyectos de Nash, el diseño de detalle fue dejado a uno de sus ayudantes, en este caso James Morgan, quien fue nombrado ingeniero jefe de la compañía del canal. Las obras empezaron el 14 de octubre de 1812. La primera sección de Paddington a Camden Town, se abrió en 1816 e incluyó un túnel de 251 metros de largo por debajo de Maida Hill al este de la zona que hoy en día es conocida como «Little Venice»,  y un túnel mucho más corto, de sólo 48 metros, bajo Lisson Grove. La sección de Camden a Limehouse, incluido el túnel de Islington de 886 metros de largo, y el muelle del Regent's Canal (usado para transferir mercancías de barcos marinos a barcazas del canal - hoy conocida como Limehouse Basin), abrió cuatro años después el 1.º de agosto de 1820. Se construyeron también varias cuencas intermedias (p.e. Cumberland Basin al este de Regent's Park, Battlebridge Basin (cerca de King's Cross) y City Road Basin). Se construyeron también otras muchas cuencas como la Wenlock Basin, Kingsland Basin, St. Pancras Stone y Coal Basin, y una en frente del Great Northern Railway's Granary, y algunas de estas obras se conservan en la actualidad.
La City Road Basin, la más cercana a la City de Londres, pronto eclipsó la Paddington Basin por el número de mercancías que se manejaban, principalmente carbón y materiales de construcción. Se embarcaban localmente, en contraste con el propósito original del canal que era transferir importaciones a la Midlands. La apertura del ferrocarril de Londres y Birmingham en 1838 incrementó el tonelaje de carbón que el canal llevó. Sin embargo, a principios del siglo XX, con el comercio de las Midland perdido en favor del ferrocarril, y con más mercancías transportadas por carretera, el canal había caído en desuso.
El Regent's Canal fue nacionalizado en 1948. Para entonces, la importancia del canal en tráfico comercial estaba decayendo, y a finales de los sesenta los barcos comerciales habían dejado prácticamente de operar, cerrándose el muelle en 1969.

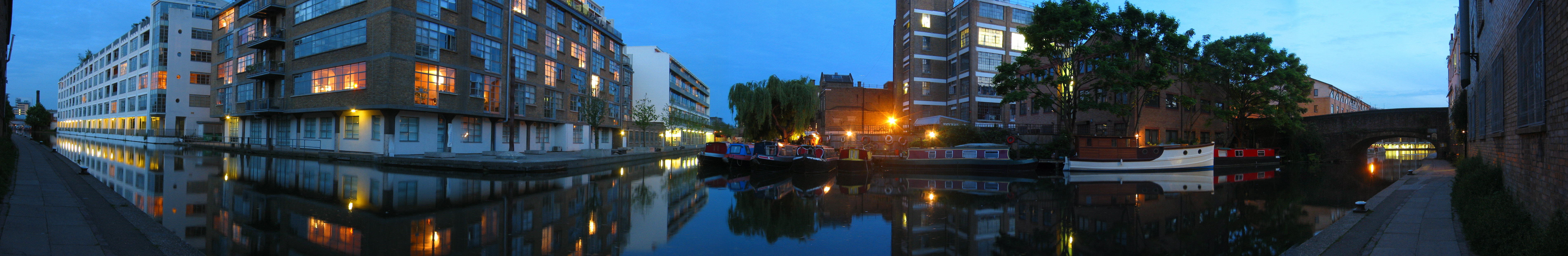
Wenlock Basin, Islington (2004)

Se encontró un nuevo uso para el canal en 1979, cuando instalaron cables en un punto bajo entre St John's Wood y City Road. Estos cables de 400 kV hoy forman parte de la red nacional, proporcionando energía eléctrica a Londres. El canal es usado frecuentemente en la actualidad para cruceros de placer: un servicio regular de waterbus opera entre Maida Vale y Camden, cada hora en los meses de verano.